# Vöröstorkú rigó
A vöröstorkú rigó vagy sötéttorkú rigó (Turdus ruficollis) a madarak osztályának verébalakúak (Passeriformes) rendjébe és a rigófélék (Turdidae) családjába tartozó faj.
Magyar neve forrással nincs megerősítve.

## Rendszerezése
A fajt Peter Simon Pallas német zoológus és botanikus írta le 1776-ban.

## Előfordulása
Oroszországban és Kínában fészkel, telelni délre vonul. Európában kóborló példányai előfordulnak. Természetes élőhelyei a mérsékelt övi erdők, füves puszták és cserjések, valamint ültetvények. 

## Megjelenése
Átlagos testhossza 27 centiméter, szárnyfesztávolsága 37-40 centiméter, testtömege 88-90 gramm. Háta sötétebb barna, arca és melle vörösesbarna, feje és hasa világos, foltokkal díszített.

## Természetvédelmi helyzete
Az elterjedési területe rendkívül nagy, egyedszáma viszont ismeretlen. A Természetvédelmi Világszövetség Vörös listáján nem fenyegetett fajként szerepel.